# 阿里计划
阿里原初引力波探测计划（Ali CMB Polarization Telescope，缩写为AliCPT）, 是由中国科学院高能物理研究所领头、多国科学家参与合作的一项旨在探寻宇宙原初引力波的地面望远镜建造计划。